# Zakaria El Azzouzi
Pour les articles homonymes, voir El Azzouzi.
Zakaria El Azzouzi, né le 7 mai 1996 à Rotterdam (Pays-Bas), est un footballeur néerlando-marocain évoluant au poste d'attaquant à Al-Kharaitiyat SC..

## Biographie
Zakaria El Azzouzi naît à Rotterdam au sein d'une famille marocaine originaire d'Al Hoceïma. Il a plusieurs cousins évoluant également dans le football professionnel dont Oussama El Azzouzi, Anouar El Azzouzi et Ashraf El Mahdioui.

### Carrière en club

#### Formation à l'Ajax et prêts
Avec les moins de 19 ans de l'Ajax Amsterdam, il participe à l'UEFA Youth League lors des saisons 2014-2015 et 2015-2016. Lors de cette compétition, il inscrit un quadruplé contre les jeunes du Paris Saint-Germain en novembre 2014 (victoire 3-6 au stade Charléty).
Le 21 août 2015, il fait ses débuts professionnels en étant lancé par Jaap Stam et titularisé avec le Jong Ajax en D2 néerlandaise contre le NAC Breda, lancé dans le bain au sein d'un effectif constitué d'Amin Younes, Abdelhak Nouri ou encore André Onana. Un mois plus tard, il inscrit son premier but contre le TOP Oss (match nul, 2-2). Le 4 décembre, il inscrit un doublé contre le RKC Waalwijk (victoire, 3-5).
Le 21 janvier 2016, il s'engage jusqu'en fin de saison au FC Twente sous forme de prêt. Quatre jours plus tard, il dispute son premier match avec le club contre le PSV Eindhoven en entrant en jeu à la 88e minute (défaite, 4-2). Trois jours plus tard, il reçoit sa première titularisation contre le NEC Nimègue (défaite, 2-0). Le 31 janvier, il inscrit son premier but avec le club contre le FC Utrecht grâce à une passe décisive de Hakim Ziyech, gagnant ainsi ce match sur le score de 3-1.
Le 1er juillet 2016, il s'engage pour une saison au Sparta Rotterdam sous forme de prêt, disputant son premier match le 7 août contre l'Ajax Amsterdam (défaite, 1-3). Le 15 décembre 2016, il inscrit avec le club du Sparta Rotterdam un triplé en Coupe des Pays-Bas, contre le club d'Heracles Almelo (victoire 0-3 au Polman Stadion).
Le 10 juillet 2017, il s'engage de nouveau pour une saison sous forme de prêt à l'Excelsior Rotterdam, disputant son premier match en tant que titulaire et buteur contre le Willem II Tilburg, grâce à une passe décisive de Kevin Vermeulen (victoire, 1-2).

#### FC Emmen
Le 7 mars 2019, il s'engage pour un montant libre au FC Emmen en D2 néerlandaise. De mars jusqu'en juillet 2019, sous la houlette de l'entraîneur Dick Lukkien, il ne dispute aucune minute de jeu.

#### FC Volendam
En juillet 2019, il rejoint le FC Volendam, club évoluant en D2 néerlandaise sous Wim Jonk. Le 9 août, il dispute son premier match en étant titularisé contre le Helmond Sport, et inscrit son premier but une semaine plus tard contre le Roda JC (victoire, 4-0). Il évolue deux saisons en deuxième division et dispute au total 26 matchs. Il inscrit au total quatre buts. Son contrat prend fin le 1er juillet 2021 et se retrouve ainsi sans club.

### Carrière internationale

#### Sélection marocaine
Il joue avec la sélection marocaine des moins de 17 ans.
En avril 2013, il participe à la Coupe d'Afrique des nations des moins de 17 ans qui a lieu au Maroc. Sur le banc lors du premier match de poule contre le Gabon (victoire, 4-1), il est titularisé contre le Botswana (victoire, 3-0) et la Tunisie (1-1). Suspendu pour les demi-finales contre la Côte d'Ivoire (défaite, 1-2), il dispute le match de la troisième place contre la Tunisie, et perd ce match après une séance de penaltys à la suite d'un match nul.
En octobre 2012, il participe à la Coupe du monde des moins de 17 ans 2013 aux Émirats arabes unis, mais ne dispute aucune minute de jeu, malgré une huitième de finales atteinte par les Lionceaux de l'Atlas.

#### Sélection néerlandaise
Il joue avec la sélection néerlandaise des moins de 20 ans.
En mars 2016, il reçoit une première convocation de Remy Reijnierse avec les Pays-Bas -20 ans pour une double confrontation amicale contre le Portugal -20 ans à Arcos de Valdevez. Lors du premier match, entouré d'Oussama Idrissi et Denzel Dumfries, il inscrit le seul but néerlandais (match nul, 1-1). Deux jours plus tard, il inscrit à nouveau un but, pour un résultat du même score (1-1).